# Hans von Berlepsch
Hans Hermann Carl Ludwig von Berlepsch (Witzenhausen, 29 luglio 1850 – Gottinga, 27 febbraio 1915) è stato un ornitologo tedesco.

## Biografia
Berlepsch studiò zoologia a Lipsia e presso l'Università "Martin Lutero" di Halle-Wittenberg, ma ben presto si interessò all'ornitologia; nel 1872 iniziò a collezionare in particolare agli uccelli del continente americano, soprattutto i Trochiliformi.
Fu uno dei primi ornitologi a interessarsi attivamente al problema della protezione dei volatili, con il libro "Der gesamte Vogelshutz", e in prima persona cercò di salvare dall'estinzione il parrocchetto della Carolina (Conuropsis carolinensis). Quando però un esemplare fuggì dalla gabbia, decise di liberare anche gli altri, credendo che in libertà essi si sarebbero riprodotti più facilmente. Tuttavia l'uccello si estinse ugualmente.
Destinò la sua eredità alla sponsorizzazione di ricerche di ornitologia in America meridionale; tra i beneficiari ci furono Jean Kalinowski e Hermann von Ihering. Dopo la sua morte la sua collezione di 55.000 uccelli fu venduta al Senckenberg Naturmuseum di Francoforte sul Meno.

## Omaggi
Sono state dedicate al suo nome le seguenti specie di uccelli: la paradisea dalle sei penne di von Berlepsch (Parotia berlepschi), il tinamo di Berlepsch  (Crypturellus berlepschi), Chaetocercus berlepschi e Berlepschia rikeri.

| Berlepsch è l'abbreviazione standard utilizzata per le specie animali descritte da Hans von Berlepsch. Categoria:Taxa classificati da Hans von Berlepsch |